# Niederheimbach

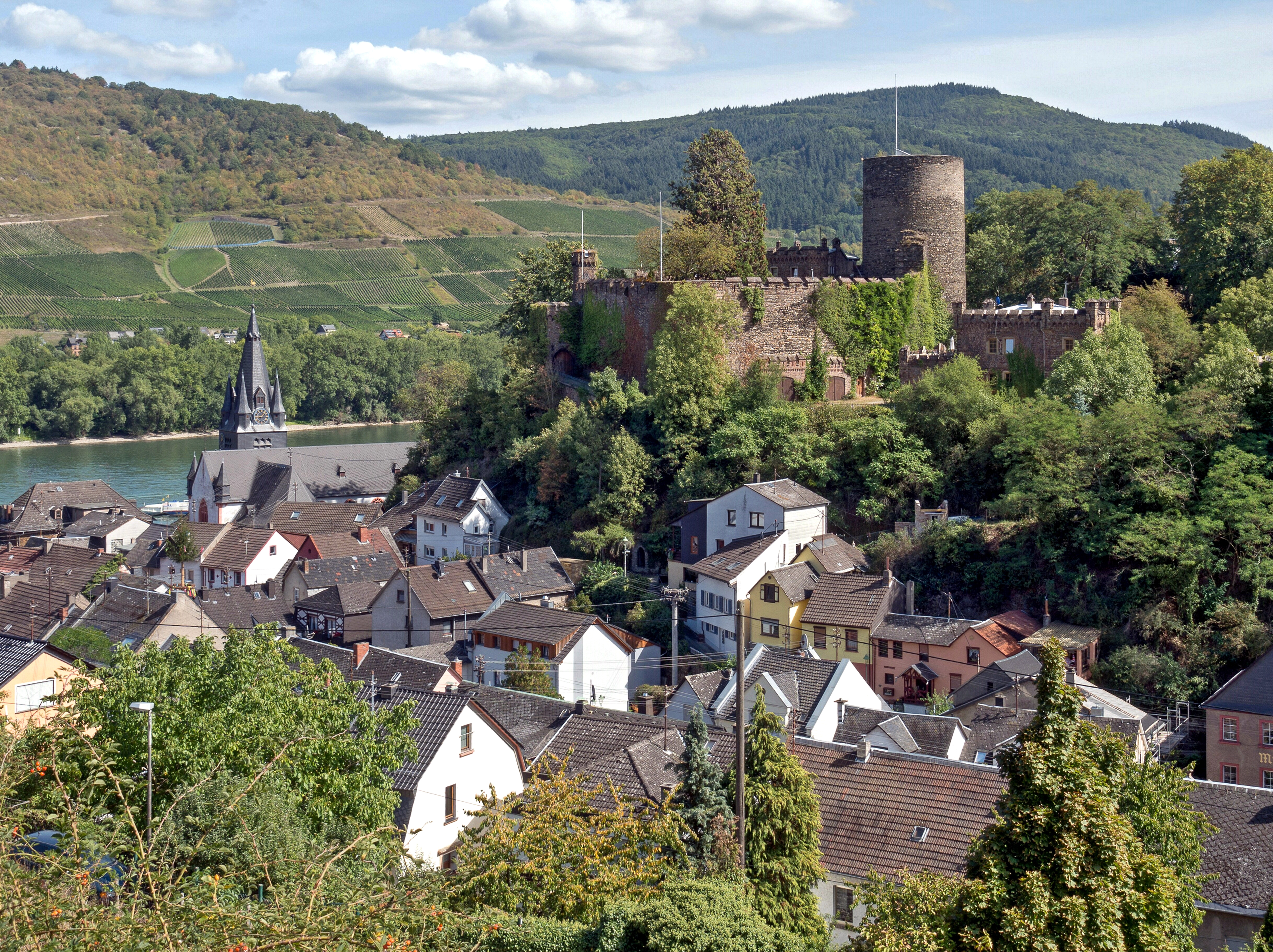
Niederheimbach mit Heimburg

Niederheimbach ist eine Ortsgemeinde im Landkreis Mainz-Bingen in Rheinland-Pfalz. Sie gehört der Verbandsgemeinde Rhein-Nahe an, die ihren Verwaltungssitz in der Stadt Bingen am Rhein hat. Seit 2002 ist Niederheimbach Teil des UNESCO-Welterbes Oberes Mittelrheintal.

## Geographie
Niederheimbach liegt zwischen Koblenz und Bingen direkt am Mittelrhein, nur etwas nordwestlich des Rheinknies. Der Ort, der sich unterhalb bzw. östlich des Binger Walds befindet, erstreckt sich mit seinem bebauten Gebiet auf 80 bis 140 m ü. NHN; der höchste Berg im Gemeindegebiet ist der Franzosenkopf (617,1 m ü. NHN), der sich südlich des Orts im Niederheimbacher Wald befindet.
Zu Niederheimbach gehören auch die Wohnplätze Burg Hohneck (Heimburg), Burg Sooneck, Landgut Farm sowie Finkenhof.

## Geschichte

### Ortsgeschichte
Die älteste erhaltene Erwähnung von Heimbach findet sich in einer Urkunde vom 14. Juni 983, in der Kaiser Otto II. dem Mainzer Erzbischof Willigis seine Rechte im Bann Bingen bestätigte.
Nieder-Heimbach gehörte dem Mainzer Domkapitel. Das Kloster Otterberg war im Ort begütert. Oberhalb des Dorfes liegt auf einem Berg die Ruine des Schlosses Heimburg, das 1353 dem Kurverwalter Kuno II. von Falkenstein pfandweise eingeräumt, 1362 dem Erzstift Mainz zurückgegeben wurde. Die Zeit seines Verfalls ist unbekannt. Unweit des Dorfes liegen auch die Burg Sooneck oder Saneck, die an der äußersten Spitze des Soon- oder Sanwald erbaut war. 1282 als ein Raubnest auf Befehl des Kaisers Rudolf zerstört, späterhin wieder aufgebaut und dem Rheinischen Rittergeschlecht von Waldeck übergeben wurde. Dies ward 1346 vom Erzbischof Heinrich III. von Virneburg damit belehnt und starb ums Jahr 1450 aus.

### Bevölkerungsentwicklung
Die Entwicklung der Einwohnerzahl von Niederheimbach, die Werte von 1871 bis 1987 beruhen auf Volkszählungen:
| Jahr | Einwohner |
| 1815 | 550       |
| 1835 | 710       |
| 1871 | 794       |
| 1905 | 965       |
| 1939 | 1.085     |
| 1950 | 1.229     |

| Jahr | Einwohner |
| 1961 | 1.131     |
| 1970 | 1.081     |
| 1987 | 827       |
| 1997 | 825       |
| 2005 | 809       |
| 2023 | 814       |

## Politik

### Gemeinderat
Der Gemeinderat in Niederheimbach besteht aus zwölf Ratsmitgliedern, die bei der Kommunalwahl am 9. Juni 2024 in einer personalisierten Verhältniswahl gewählt wurden, und dem ehrenamtlichen Ortsbürgermeister als Vorsitzendem.
Die Sitzverteilung im Gemeinderat:
| Wahl | SPD | CDU | FWG | WNF | Gesamt   |
| ---- | --- | --- | --- | --- | -------- |
| 2024 | 5   | 7   | –   | –   | 12 Sitze |
| 2019 | 2   | 3   | 5   | 2   | 12 Sitze |
| 2014 | 2   | 3   | 5   | 2   | 12 Sitze |
| 2009 | 1   | 4   | 5   | 2   | 12 Sitze |
| 2004 | 2   | 3   | 5   | 2   | 12 Sitze |

- FWG = Freie Wählergruppe Niederheimbach e. V.
- WNF = Wählergemeinschaft Niederheimbacher Frauen e. V.

### Bürgermeister
Richard Paul Mézes wurde am 18. Oktober 2021 Ortsbürgermeister von Niederheimbach. Bei der Direktwahl am 26. September 2021 war er mit einem Stimmenanteil von 65,7 % gewählt worden. Bei der Direktwahl am 9. Juni 2024 setzte er sich mit einem Stimmenanteil von 50,3 % gegen einen weiteren Bewerber durch und wurde damit für weitere fünf Jahre im Amt bestätigt.
Der Vorgänger von Mézes, Ole Wysotzki (FWG) hatte sein Amt Ende Mai 2021 niedergelegt. Bei der Kommunalwahl am 26. Mai 2019 war er mit einem Stimmenanteil von 61,79 % gewählt worden und damit Nachfolger von Heinz Wagner, der nach 15 Jahren im Amt nicht erneut angetreten war.

### Gemeindepartnerschaften
Eine Partnerschaft besteht seit 1981 mit der ehemaligen Gemeinde Champtoceaux aus Frankreich, heute Orée d’Anjou.

## Kultur und Sehenswürdigkeiten

### Bauwerke

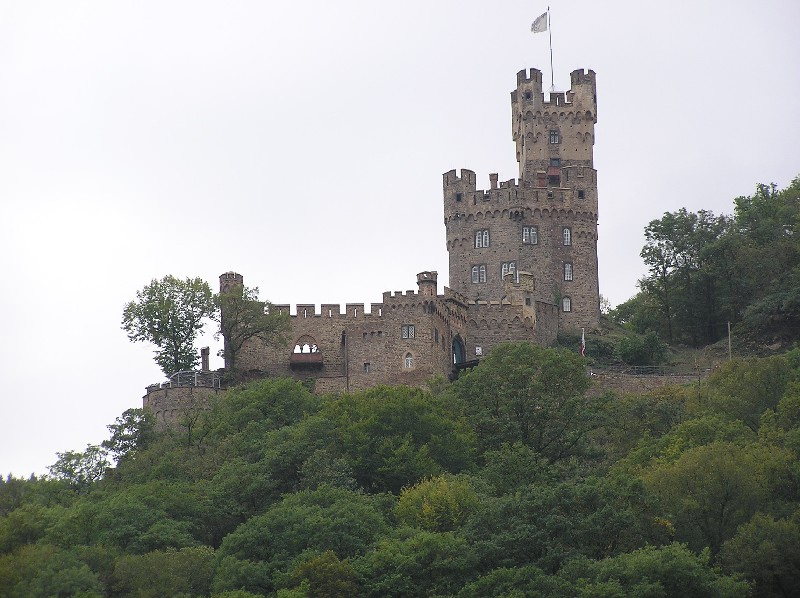
Burg Sooneck

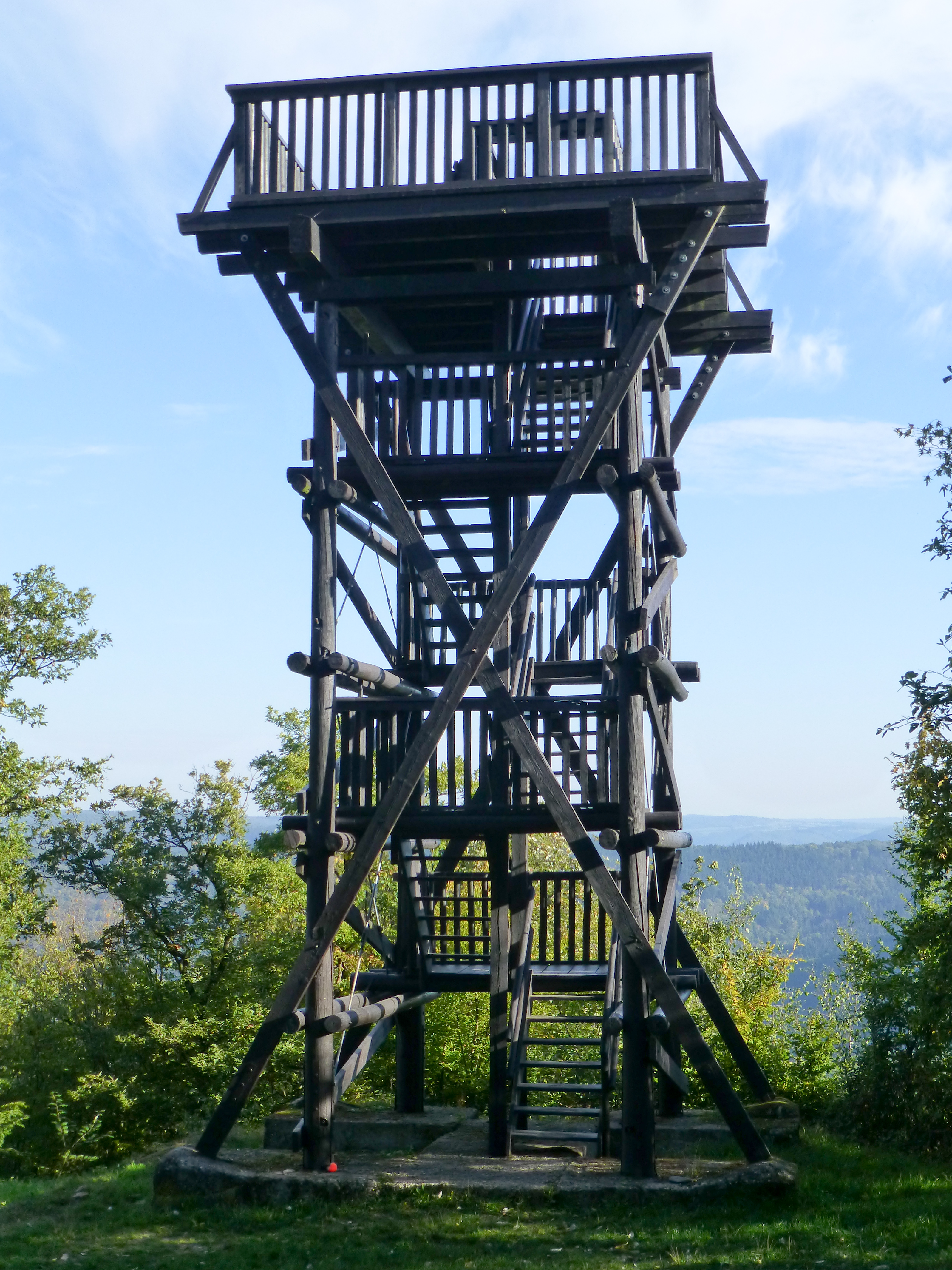
Aussichtsturm Siebenburgenblick

- Burg Sooneck, (auch Saneck oder Sonneck genannt) steht auf einem Steilhang des Soonwaldes oberhalb der Gemeinde. Sie kann im Rahmen von Führungen besichtigt werden.
- Heimburg, (auch Burg Hoheneck genannt) liegt über der Gemeinde. Die Burg ist heute in Privatbesitz und kann nicht besichtigt werden.
- Aussichtsturm Siebenburgenblick, ein 9,6 m[16] hoher Holzturm, der oberhalb der Burg Sooneck unmittelbar am Prädikats-Fernwanderweg Rheinburgenweg errichtet wurde. Von der 8,5 m[16] hoch liegenden Aussichtsplattform hat man Aussicht ins Rheintal und zu sieben Burgen in der Umgebung[17]

### Märchenhain

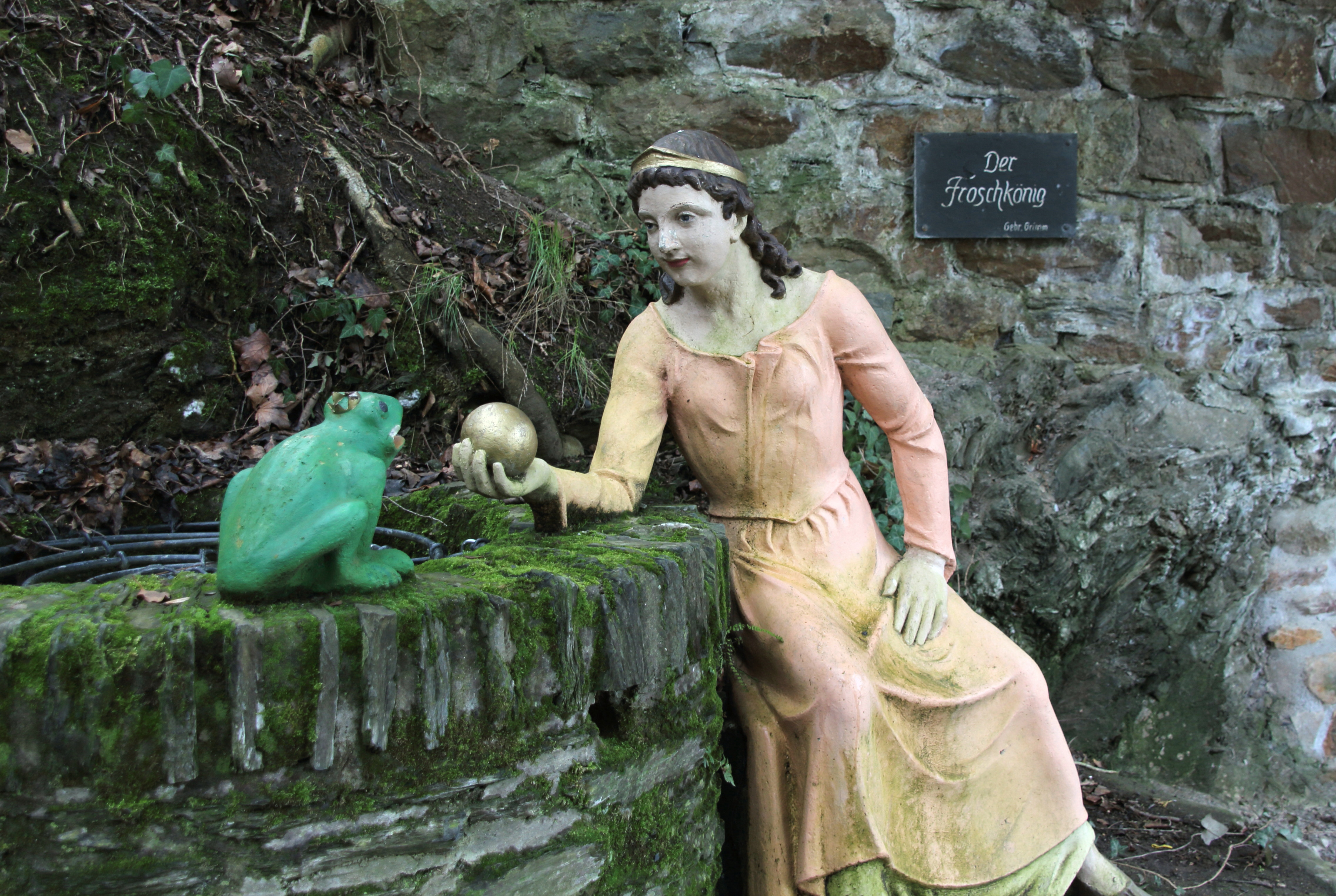
Märchenhain-Figur Der Froschkönig

Bis zu seiner Schließung in den 1980er Jahren war der Märchenhain ein touristischer Anziehungspunkt. Ein Großteil der Märchenfiguren wurde restauriert und haben an einem idyllisch gelegenen Weg nahe der Ortschaft ihren neuen Platz gefunden. Dort sind nun Märchenfiguren wie Rotkäppchen, Hänsel und Gretel und viele weitere in neuem Glanz auf dem „Kuhweg“ und in der Burggärtnerei zu betrachten.

### Regelmäßige Veranstaltungen
- Am Wochenende vor Maria Himmelfahrt (15. August) wird vom Freitag bis zum Dienstag die Bratwurst-Kerb veranstaltet.
- Rhein in Flammen am 1. Samstag im Juli: Großfeuerwerke und Schiffsrundfahrt am Mittelrhein von Trechtingshausen mit Burg Reichenstein, entlang Burg Rheinstein, Assmannshausen, Mäuseturm, Ruine der Burg Ehrenfels (Hessen), Bingen am Rhein mit Burg Klopp nach Rüdesheim am Rhein mit der Brömserburg.

### Vereine
- Bereits 1924 wurde der „Verkehrsverein Niederheimbach e. V.“ (VVN) gegründet. Seine Mitglieder arbeiten Ehrenamtlich zur Verschönerung des Ortsbildes und sind für Touristen der Ansprechpartner vor Ort. Der VVN betreut auch die Wanderwege rund um Niederheimbach.[18]
- Am 6. September 2015 eröffnete der 2011 gegründete Verein „Dorfmuseum Heimbachtal e. V“ in der Wohnung im ersten Stock des Bahnhofs Niederheimbach ein kleines Museum zur Geschichte des Ortes.[19]

## Wirtschaft und Infrastruktur

### Energie
Die Stadtwerke Mainz AG plant auf dem Franzosenkopf oberhalb von Niederheimbach den Bau des Pumpspeicherwerks „Heimbach-Speicher“ mit einer Leistung zwischen 400 und 600 MW.

### Verkehr
Direkt durch die Gemeinde verläuft die Bundesstraße 9, die Niederheimbach u. a. mit Mainz und Koblenz verbindet. Die Bundesautobahn 61 wird nach etwa 13 km an der Anschlussstelle Rheinböllen erreicht.
Der Bahnhof Niederheimbach liegt an der linken Rheinstrecke und wird stündlich von den Zügen der MittelrheinBahn (RB 26) Köln – Mainz bedient.
| Linie | Verlauf | Takt   |
| ----- | --- | ------ |
| RB 26 | MittelrheinBahn: (Köln/Bonn Flughafen –) (nur im Nachtverkehr) Köln Messe/Deutz – Köln Hbf – Köln West – Köln Süd – Hürth-Kalscheuren – Brühl – Sechtem – Roisdorf – Bonn Hbf – Bonn UN Campus – Bonn-Bad Godesberg – Bonn-Mehlem – Rolandseck – Oberwinter – Remagen – Sinzig (Rhein) – Bad Breisig – Brohl – Namedy – Andernach – Weißenthurm – Mülheim-Kärlich – Koblenz-Lützel – Koblenz Stadtmitte – Koblenz Hbf – Rhens – Spay – Boppard Hbf – Boppard-Bad Salzig – Boppard-Hirzenach – Sankt Goar – Oberwesel – Bacharach – Niederheimbach – Trechtingshausen – Bingen (Rhein) Hbf – Bingen (Rhein) Stadt – Bingen-Gaulsheim – Gau Algesheim – Ingelheim – Heidesheim (Rheinhessen) – Uhlerborn – Budenheim – Mainz-Mombach – Mainz Hbf Stand: Fahrplanwechsel Dezember 2021 | 60 min |

Eine Autofähre verbindet die Gemeinde mit Lorch auf der anderen Rheinseite.

## Söhne und Töchter
- Joseph Fink (* 1868; † nach 1933), Politiker (Zentrum)